# Виас, Фредди
Уилфред (Фредди) Виас (англ. Wilfred (Freddy) Vias; Пустой шаблон {{ВД-Преамбула}} ) — малайский хоккеист на траве, защитник; крикетист. Участник летних Олимпийских игр 1956 года.

## Биография
Фредди Виас родился 8 октября 1929 года в малайском городе Серембан (сейчас в Малайзии).
Работал офицером по наблюдению за условно осуждёнными.
Играл в хоккей на траве за Селангор, Джохор и Негери-Сембилан. В 1949—1956 годах выступал за сборную Северной Малайи, в том числе в матчах со сборной Индии в 1954 году и со сборной Сингапура в 1954—1956 годах. В 1954 году в составе сборной малайских индийцев участвовал в турне по Гонконгу, был вице-капитаном команды.
В 1954 и 1956 годах был капитаном сборной Малайи.
В 1956 году вошёл в состав сборной Малайи по хоккею на траве на летних Олимпийских играх в Мельбурне, занявшей 9-е место. Играл на позиции защитника, провёл (по имеющимся данным) 1 матч, мячей не забивал.
Играл в крикет за Селангор, Малакку и Джохор.
Был секретарём ассоциации хоккея на траве Негери-Сембилана.
Умер 7 июня 2022 года в малайзийском городе Петалинг-Джая.